# Lilium bulbiferum
La azucena anaranjada, azucena bulbífera o azucena roja (Lilium bulbiferum) es una especie de planta de flores perteneciente a la familia Liliaceae nativa de Europa.
En algunos sitios existe la creencia de que cuando se ofrece como un don, también significa la muerte para el destinatario.

## Sinónimos
var. bulbiferum
- Lilium humile Mill., 1768,

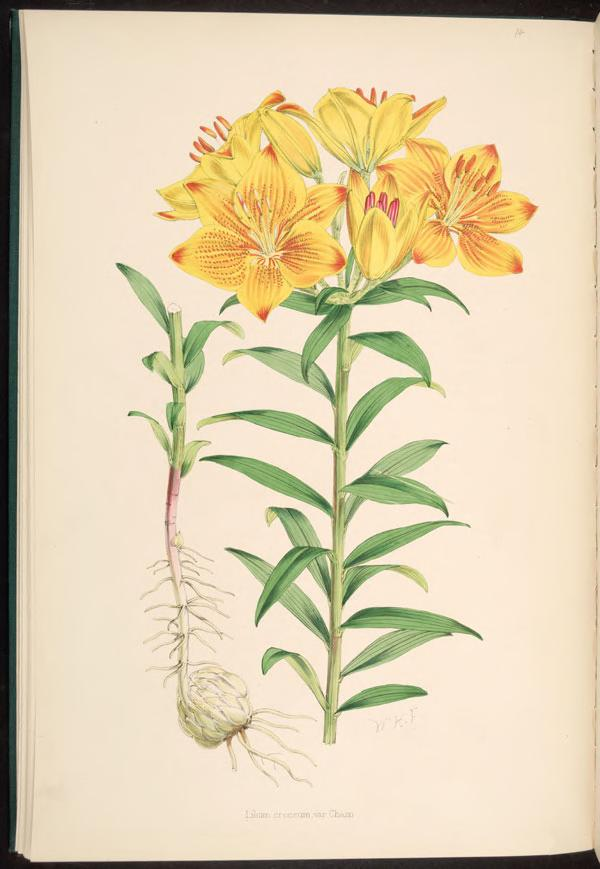
Ilustración de 1880

- Lilium scabrum Moench, 1794, nom. illeg.
- Lilium croceum var. bulbiferum (L.) P.Fourn., 1935 comb. illeg.

var. croceum (Chaix) Pers., 1805
- Lilium aurantiacum Weston, 1771
- Lilium bulbiferum DC., 1805 nom. illeg.
- Lilium bulbiferum subsp. croceum (Chaix) Nyman, 1882
- Lilium bulbiferum subsp. croceum (Chaix) Arcang., 1882
- Lilium bulbiferum proles croceum (Chaix) Rouy, 1910
- Lilium croceum Chaix, 1785
- Lilium luteum Gaterau, 1789, sensu Gaterau nom. illeg.